# Ebubekir bin Abdullah
Ebubekir bin Abdullah (* zwischen 1550 und 1600; † zwischen 1600 und 1650) war ein osmanischer Chronist und Soldat.

## Leben
Ort und Zeit der Geburt von Ebubekir bin Abdullah sind unbekannt. Da er in der Pfortenkavallerie (sipahi) diente, wird von der Forschung angenommen, dass auch schon sein Vater Abdullah, dessen Namen er in seinem Werk nennt, Soldat war. Im Krieg 1578 gegen den Safawiden-Herrscher Tahmasp I. nennt Ebubekir sich selbst als daran teilnehmender Kavallerist. Er wird bei Gəncə im November 1579 gefangen genommen und zuerst nach Täbris, dann nach Qazvin gebracht. In seiner Chronik teilt er mit, dass er in seiner Gefangenschaft über die Lage in Istanbul, im Heer von Großwesir Özdemiroglu Osman Pascha († 1585) und über die Tataren verhört worden sei. Nach zwei Jahren verfügt ein Befehlshaber, den er Mollah Mehdi nennt, seine Freilassung. Er kehrt jedoch nicht sofort heim, sondern bereist zusammen mit drei Begleitern Persien. Von Kars kehrt er mit den Truppen von Großwesir Koca Sinan Pascha († 1596) im Jahre 1582 nach Istanbul zurück. Danach gibt es keine Informationen mehr über sein weiteres Leben.

## Das Werk
Die unbedeutende militärische Karriere von Ebubekir zeigt sich auch in seinem einfachen Schreibstil mit volkstümlichen Formulierungen. Sein einziges Werk ist Tarih-i Oşman Paşa („Die Chronik des Osman Pascha“) oder Şark seferlerinde surhser ile vâki'olan ahvâlleri ve Şirvân'da Oşmân Paşa ile surhserin mücâdelelerini beyân eder („Die Ereignisse im Zusammenhang mit den Kizilbasch bei den Ostfeldzügen und die Kämpfe zwischen Osman Pascha und den Kizilbasch in Şirvan“). Diese Chronik ist ein detaillierter Bericht des Feldzuges, an dem Ebubekir teilgenommen hatte. Auch die allgemeine Lage in Kaukasien zwischen 1579 und 1582 beschreibt er ausführlich, wie etwa die Probleme der Safawiden-Fürsten mit den aufmüpfigen und mächtigen Kizilbasch. Eine Notiz im Millet-Kütüphanesi-Manuskript deutet darauf hin, dass das Werk 1582 abgeschlossen wurde.
In der Einleitung bittet Ebubekir den Leser um Nachsicht wegen seiner Fehler und Irrtümer und hofft auf Gebete für sein Heil. Die Hauptpersonen in seinem Werk schildert er nicht als unfehlbare Feldherren, sein Hauptaugenmerk gehört jedoch der Bevölkerung des Kaukasus. Er beschreibt kurz die Ereignisse während des Feldzuges von Osman Pascha, beginnend mit dem Marsch von Istanbul nach Erzurum. Es folgen die Schlachten in Şirvan und Darband (Demirkapu), die Ankunft des Tatarenkhans Mehmed II. Giray (1577–84) und Osman Paschas Rückzug. Der größte Teil der Chronik beschäftigt sich dann mit Land und Leuten, die er auf seiner dreijährigen Rundreise studiert hatte.

## Manuskripte
- Manuskript Tarih-i Oşman Paşa in Wien, Österreichische Nationalbibliothek, Gustav Flügel: Die arabischen, persischen und türkischen Handschriften, vol.2, Wien 1865, 36 Folios, kopiert nach 1585.
- Manuskript Şark seferleri in Istanbul, Millet Kütüphanesi, Ali Emiri Tarih Kitaplari 366, Tarih-Coğrafya Yazmaları Katalogları, Istanbul 1943, 31 Folios, mit Namensnennung des Autors.

Joseph von Hammer-Purgstall hielt auf Grund eines signierten Nachtrags im Wiener Manuskript Rahimizade Ibrahim Çavuş für den Autor. Franz Babinger konnte auf Grund der Textgleichheit und der Namensnennung des Chronisten im Istanbuler Manuskript die tatsächlich Autorenschaft feststellen.